# Super K
Super K é um filme de animação indiano de 2011, produzido pela empresa Shemaroo Entertainment e dirigido por Vijay S. Bhanushali e Smita Maroo. Na versão americana o filme foi lançado com o título de Kiara the Brave, aludindo a personagem Kiara como protagonista numa tentativa de competir com o filme Brave (Valente, no Brasil) da Disney.
No Brasil já foi exibido inúmeras vezes pela TV Cultura através do programa Matinê Cultura.

## Sinopse
Zona dos Sonhos é um mundo especial na Galáxia, governado pelo bondoso Rei Maximus. Do outro lado do reino, seu irmão Maus Bofes conspira para derrubá-lo. Diferentemente da maioria dos super-heróis que já nascem heróis, Super K é um garoto que foi criado por Maus Bofes usando os poderes de todos os moradores da Zona dos Sonhos.
Só que a criação não dá certo, fazendo com que Super K seja incapaz de controlar seus poderes e, consequentemente, que Maus Bofes o abandone. O menino, no entanto, é adotado pelos assistentes de Maus Bofes sem que este desconfie. O vilão faz amizade com o malvado Dr. Ozox, que tem seu próprio plano sinistro de assumir Zona dos Sonhos. Super K e seus amigos se reúnem para proteger Zona dos Sonhos das garras do malévolo Dr. Ozox, mas ao mesmo tempo, Super K tem que aprender a controlar seus poderes.